# Гниене
Гниенето, наричано още декомпозиция или разваляне на тъканите на мъртви растения, животни и друга органична маса, е биологичен каскадообразен процес при съдействието на микроорганизми за биохимично преобразуване на сложни органични молекули и субстанции в по-прости и лесноусвоими вещества, необходими за нов растителен и животински растеж и развитие.
Гниенето е изключително важен процес, който премахва мъртви тела и ги преобразува в полезни нови живи форми. Освен това процесът се грижи за рециклиране на иначе ограничените материали, енергия и пространство в планетния биом.
Немного след прекратяване на жизнените процеси настъпват необратими промени в организмите и тъканите на животните и растенията. Фазите на този процес са няколко и могат да се класифицират по различен начин (тук са показани два):
- по крайните продукти на фазата:
  - (А1) газова или летлива фаза и
  - (Б1) течна фаза
- по вида на трупа (кадавера):
  - (А2) прясно загниване (автолиза),
  - (Б2) разлагане (путрификация),
  - (В) разпад: мумификация, овосъчаване и
  - (Г) изсъхване, скелетонизация и минерализация (диагенеза).

Скоростта на процесите е различна според кондицията на организма преди смъртта, околните елементи: сезон и географски ареал – температура и влажност на въздуха, патогенен фон (сапрофити: бактерии, и гъби), хищници и лешоядни организми, място на депозиране на кадавера или другите органични тъкани: подземно, наземно, надземно, водно, подводно, въздушно, вакуум.